# Alloharpina discoidalis
Alloharpina discoidalis là một loài bướm đêm trong họ Geometridae.